# Amy Klobucharová
Amy Klobucharová, nepřechýleně Amy Klobuchar (* 25. května 1960 Plymouth, Minnesota) je americká politička za Demokratickou stranu (konkrétněji za její místní odnož zvanou Minnesotská demokratická zemědělská strana práce), od ledna 2007 členka Senátu Spojených států amerických za Minnesotu.

## Původ, mládí a vzdělání
Narodila se jako dcera učitelky Rose roz. Heuberger ( zemřela v roce 2010) a sportovního novináře Jima Klobuchara. Prarodiče jejího otce přišli do USA ze Slovinska a jeho otec byl horník.  Prarodiče Klobucharové byli švýcarského původu. Rodiče Amy Klobucharové se rozvedli, když měla 15 let, což vedlo k velkým problémům pro celou rodinu. Její vztah k otci se upravil až v 90. letech, když Jim Klobuchar přestal pít alkohol.
Občanským povoláním je Amy Klobucharová právnička. Nejprve získala v roce 1982 bakalářský titul Yaleovy univerzity, pak v roce 1985 titul doktora práv (Juris doctor) z Chicagské univerzity. Následně byla partnerkou ve dvou právnických společnostech v Minneapolisu. V roce 1998 byla zvolena do funkce státního zástupce pro okres Hennepin, kteroužto funkci obhájila i v roce 2002.

## Politická kariéra

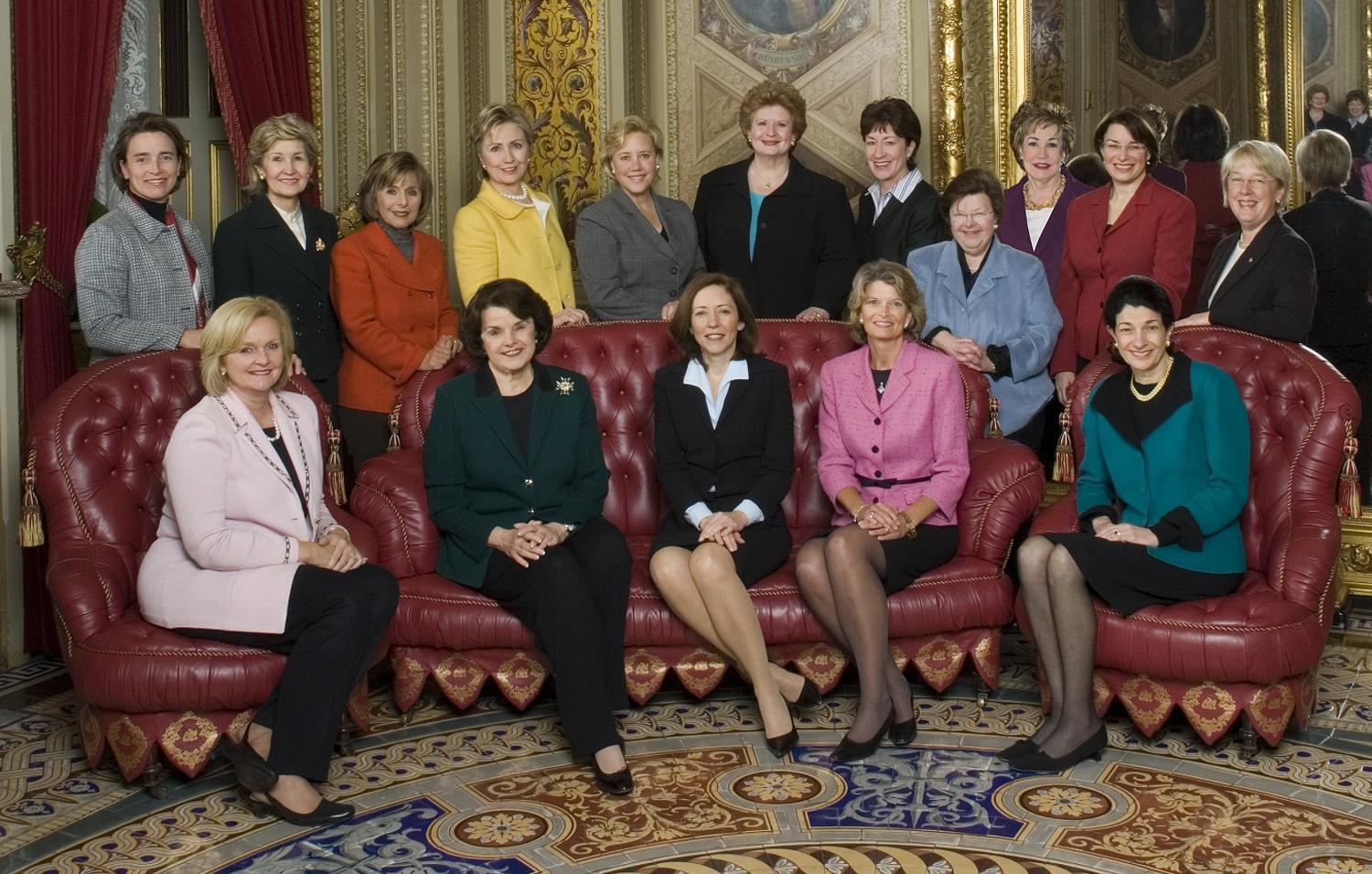
16 senátorek 110. Kongresu Spojených států, 2007

V roce 2006 úspěšně kandidovala do Senátu Spojených států v rodné Minnesotě, když se ziskem 58 % hlasů porazila především republikánského kandidáta Marka Kennedyho.
V roce 2012 obhájila svůj senátorský mandát s 65 % proti Kurtu Billsovi a v roce 2018 s 60 % proti Jimu Newbergerovi.
V únoru 2019 oznámila Amy Klobucharová, že kandiduje v primárních volbách Demokratické strany pro prezidentské volby v roce 2020, avšak 2. března 2020, těsně před volebním superúterým, stáhla svou kandidaturu ve snaze sjednotit umírněné křídlo Demokratické strany. Podpořila Joe Bidena.